# 海棘獸
海棘獸，是傳說中出現於台灣近海的水怪，於1909年（明治四十二年）被人目擊。

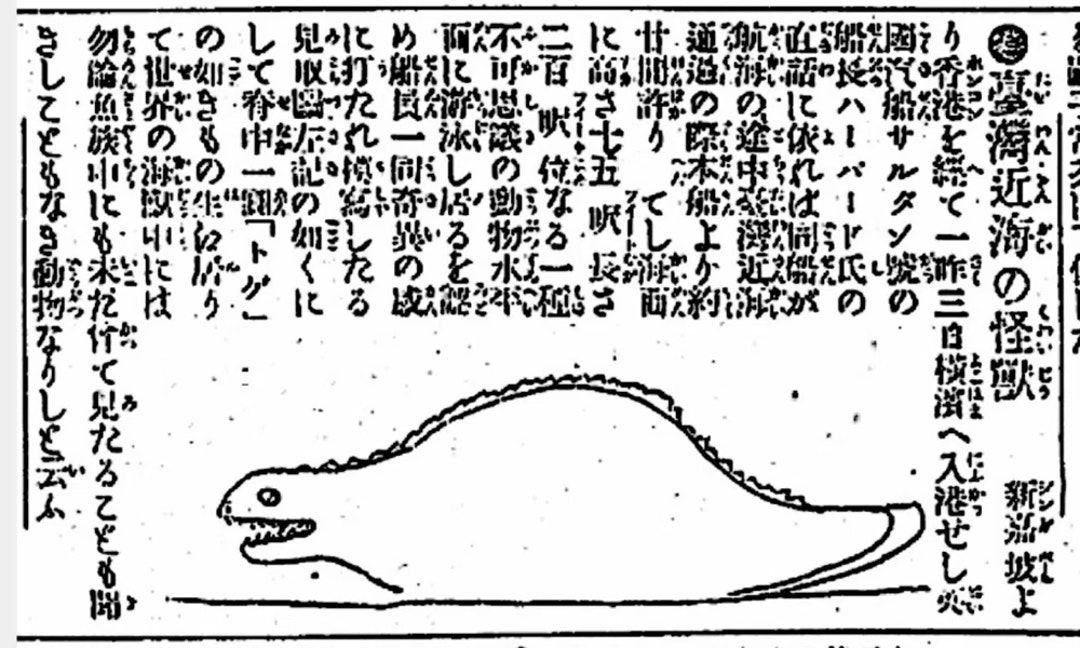
海棘獸的圖像

## 目擊案例
1909年（明治四十二年），英國汽船「蘇丹號」（Sultan）從新加坡經過香港前往橫濱，在台灣近海航行的途中，海棘獸的身影被目擊到在水面上游泳。

## 外表
根據船員的描述及描繪，海棘獸的外觀是類似蜥蜴的爬蟲類，高約15呎（約4.5公尺）、長約200呎（約60公尺），背上有一排明顯的棘刺，在那之前從未有人見過。

## 流行文化
台灣2021年開始活動的虛擬YouTuber偶像團體惡獸時代Monstar中，有一位成員海唧的人物設定取自海棘獸。